# Hollow Eve
Hollow Eve (Sebastopol, Califórnia; 6 de abril de 1982) é uma drag performer americana, concorrente da terceira temporada de The Boulet Brothers' Dragula.

## Carreira
Hollow Eve começou a atuar na década de 1990, desempenhando um papel na versão teatral de The Rocky Horror Picture Show. No entanto, sua carreira como artista drag começou em 2003, realizando um show no qual parodiou o apresentador de rádio e comentarista conservador Rush Limbaugh.
Ele competiu na terceira temporada de The Boulet Brothers' Dragula, que começou a ser exibida em 27 de agosto de 2019. Sua participação no programa foi bastante notável, principalmente um episódio em que falou publicamente sobre como o termo "fishy" (usado pelo comunidade drag para se referir a drag queens femininas ou passageiras) era um termo misógino que reduzia as mulheres à sua vagina. Este episódio gerou um acalorado debate na comunidade drag sobre o uso deste termo e a discriminação sofrida por mulheres e pessoas trans que desenvolveram esta arte.
Em janeiro de 2022, ela apareceu como convidada no podcast americano Good Judy, dedicado a falar sobre a cena drag e a cultura pop.
Hollow se caracteriza na cena drag por suas performances extremas, incorporando elementos como insetos vivos, esticar a própria pele ou até mesmo dançar com velas acesas nos dedos.
Liz Lavery, da Screen Rant, a descreveu como "alguém que se preocupava mais em fazer uma declaração do que em vencer", bem como uma concorrente que causou sensação na competição e causou grande rebuliço com seu nome.

## Vida pessoal
Hollow Eve tem uma extensa “família drag”, composta por muitos artistas. Sua drag mother é Phatima Rude, enquanto suas “irmãs” e “drag brother” são Cochina Rude, Strobe e God’s Little Princess respectivamente. Por fim, seus filhos drag são a dançarina vogue Holange e a drag queen Jillian Gnarling.

## Filmografia

### Cinema
| Ano  | Título               | Papel      | Notas          |
| ---- | -------------------- | ---------- | -------------- |
| 2019 | The Filthiest People | Hollow Eve | Curta metragem |

### Televisão
| Ano  | Título                                      | Papel       | Notas       |
| ---- | ------------------------------------------- | ----------- | ----------- |
| 2019 | The Boulet Brothers' Dragula (3° temporada) | Concorrente | 7 episódios |